# Bergelmir
Bergelmir, altnordisch Bergelmir, ist ein Riese (Jötunn) in der nordischen Mythologie.
In der Lieder-Edda wird er nur im Lied Vafþrúðnismál erwähnt. Danach ist er der Sohn des Riesen Thrudgelmir und ein Enkel Aurgelmirs und wurde noch in der Vorzeit, bevor die Welt geschaffen wurde, gezeugt. Er gilt als weise. Darüber hinaus heißt es, dass er auf ein lúdr (ein vieldeutiger Begriff) gelegt wurde. Zu welchem Zweck bleibt offen. Nach der Prosa-Edda überlebten Bergelmir und seine Frau auf besagtem lúdr als einzige der Vorzeitriesen die Sintflut, die durch das ausströmende Blut Ymirs hervorgerufen wurde, als die Götter den Riesen töteten, um aus seinem Körper die Welt zu erbauen. Dadurch wurde Bergelmir zum Stammvater der Reifriesen.
In der Forschung ist bis heute nicht entschieden, ob Snorri Sturlusons Prosa-Edda einen eigenständigen germanischen Sintflutmythos wiedergibt oder ob er als Christ in seine heimische Mythologie nur die biblische Sintflut hineinlas. Befürworter des germanischen Sintflutmythos deuten den lúdr als ausgehöhlten Baumstamm, Floß oder Mahlkasten, Gegner sehen darin eine Wiege (Bergelmir als Stammvater des Riesengeschlechts) oder sogar seine Beerdigungsstätte.
Auch der Name des Riesen kann nicht eindeutig bestimmt werden. Man deutet ihn entweder als ‚Berg-Brüller‘, ‚Bär-Brüller‘, ‚barhäuptiger Brüller‘ oder als ‚Bösbeere‘.
Teilweise wurde Bergelmir auch mit dem Riesen Fárbauti, dem Vater Lokis, gleichgesetzt.